# Phalotris lemniscatus
Phalotris lemniscatus é uma espécie de cobra venenosa encontrada na América do Sul. É comumente chamada de cobra-de-cabeça-preta-Pampeana ou, ainda, cobra-diadema-de-Duméril.

## Descrição e comportamento
Possui hábitos fossoriais, os quais certamente favorecem sua adaptação, conferindo-lhe menor visibilidade em áreas antropizadas. Por outro lado, é importante destacar que esta espécie possui um corpo esguio, com cabeça relativamente reduzida, cauda curta e tamanho que geralmente não ultrapassa os 50 cm de comprimento total, embora exemplares de até 68 cm tenham sido relatados. Alimenta-se de pequenos répteis, como anfisbenas, outras cobras e lagartos. Geralmente faz uma demonstração defensiva na presença de um humano, comportando-se de maneira tímida e nunca agressiva.
A coloração dorsal é avermelhada ou alaranjada com linhas longitudinais pretas, e a linha da região vertebral pode estar ausente ou reduzida. A cabeça é predominantemente preta e possui um colarinho branco, a área central é preta.

## Distribuição e habitat
Esta espécie tem uma ampla distribuição que inclui o Rio Grande do Sul, no Brasil, a área que compreende do norte da Argentina até as áreas de fronteira com a Bolívia e Paraguai, e o Uruguai, sendo encontrada em todo o seu território. É frequentemente encontrada em áreas abertas, adaptando-se bem às áreas urbanas e suburbanas.

## Veneno
O veneno de P. lemniscatus é composto de famílias de proteínas tipicamente presentes no veneno de cobra, como metaloproteinases e serina proteases, L-aminoácidos oxidases, fosfolipases A2, lectinas do tipo C, proteínas do tipo Kunitz e toxinas de três dedos (toxinas three-fingers). Os ensaios de atividade demonstraram um componente altamente gelatinolítico, bem como uma potente capacidade de induzir a coagulação sanguínea.

## Mordidas
Embora as mordidas desta espécie sejam raras, dois casos importantes foram registrados no Uruguai: um paciente saudável de 13 anos foi internado no pronto-socorro por sangramento gengival após ter sido picado 12 horas antes. O paciente estava brincando com uma cobra e foi mordido no dedo esquerdo, a cobra media cerca de 20 cm de comprimento e o mordeu por um longo período de tempo. 30 minutos após a picada, houve equimose no local, sem dor. O paciente apresentou edema leve e localizado e, cerca de 8 horas depois, começou o sangramento gengival. Exames laboratoriais revelaram alterações na coagulação. Foi decidida a hospitalização para observação e administração de soro antiofídico.
Em outro caso, uma mulher de 61 anos foi internada no hospital após 12 horas da mordida da serpente. Ela apresentava dor local, dor de cabeça leve, hemorragia local e gengivorragia. A paciente apresentou urina com sangue, epistaxe e hemoptise. A hematúria foi confirmada por meio de exame de urina. Devido à coagulopatia, foi internada em terapia intensiva, necessitando de ventilação não invasiva, recebeu 4 frascos de soro antiofídico, precedidos de corticoides. A paciente atingiu valores normais de coagulação em 36 horas após o tratamento.
Lema (1978) também registrou um acidente causado por um macho juvenil de P. lemniscatus, que causou insuficiência renal e hepática, além de danos cerebrais leves, sendo tratado com transfusão de sangue e aplicação de soro antibotrópico-crotálico.